# Râul Lupșa, Motru
Râul Lupșa este un curs de apă, afluent al râului Motru. 